# Lake Ripley
Lake Ripley es un lugar designado por el censo ubicado en el condado de Jefferson en el estado estadounidense de Wisconsin. En el Censo de 2010 tenía una población de 1779 habitantes y una densidad poblacional de 172,76 personas por km².

## Geografía
Lake Ripley se encuentra ubicado en las coordenadas 43°0′31″N 88°59′24″O / 43.00861, -88.99000. Según la Oficina del Censo de los Estados Unidos, Lake Ripley tiene una superficie total de 10.3 km², de la cual 8.6 km² corresponden a tierra firme y (16.5%) 1.7 km² es agua.

## Demografía
Según el censo de 2010, había 1779 personas residiendo en Lake Ripley. La densidad de población era de 172,76 hab./km². De los 1779 habitantes, Lake Ripley estaba compuesto por el 97.25% blancos, el 0.62% eran afroamericanos, el 0.17% eran amerindios, el 0.56% eran asiáticos, el 0% eran isleños del Pacífico, el 0.73% eran de otras razas y el 0.67% pertenecían a dos o más razas. Del total de la población el 1.74% eran hispanos o latinos de cualquier raza.